# Španji
Španji (Španje, Špani) su izumrlo predslavensko pleme/narod s prostora današnje Crne Gore nastanjeno na području rijeke Zete, Morače i okolnih planina, nepoznatog podrijetla, moguće ilirskog.

## Etimologija
Ime plemena se prije dovodilo u vezu sa španjolskim imenom pa je tako N. Đonović smatrao da su Španji zapravo ostatci rimskih legionara, hispanaca, koji su se nakon ratova tamo naselili. Ipak, ta je teorija odbačena te je utvrđeno da ime ovog plemena potječe od starogrčke riječi spanos, što u prijevodu znači ćelav tj. golobrad. Tu teoriju potvrđuje ime crnogorskog plemena Pješivci, koje se smatra potomcima Španja, a njihovo ime dolazi od riječi pješiv, koja također u prijevodu znači isto. Smatra se da su plemena dobila ime po tome jer su bili stanovnici "golih brda". 

## Podrijetlo
Podrijetlo Španja još uvijek nije utvrđeno, ali većina povjesničara smatra da su potjecali od Ilira s obzirom na područje koje su naseljavali. Ipak, to nije u potpunosti potvrđeno. Zanimljiv podatak koji donekle osporava tvrdnju da su oni potjecali od Ilira jest zabilježena usmena predaja iz Kuča koja navodi kako njima jezik Španja nije bio poznat. S obzirom na to da su Kuči bili usko povezani s Albancima tj. ondašnjim Ilirima, kako neki povjesničari navode, oni bi prepoznali taj jezik, da je o njemu bila riječ. Tvrdnja da se nisu služili ilirskim jezikom odnosno da nisu bili Iliri povlači tezu da su oni zapravo potjecali od Avara, koji su tim prostorima prošli prije dolaska Slavena. Ono što ovoj teoriji ne ide u prilog jest činjenica da se u gotovo svim predajama Španji nazivaju rimskim ili grčkim stanovništvom te se dovode u izravnu vezu sa starim stanovništvom tih prostora - Ilirima. Ono što bi također osporilo teoriju o njihovu avarsku podrijetlu jest njihova brojnost i rasprostranjenost po ovim prostorima te vrlo brojna njihova naselja, što je moglo nastati tek nakon nekoliko stoljeća njihova obitavanja na tim prostorima.

## Rasprostranjenost
Točne granice prostora koji su Španji naseljavali nisu poznate, ali se njihov položaj može odrediti pomoću usmenih predaja s određenih prostora. Predaje o ovom plemenu su zabilježene duž prostora Banjana, Župe, Drobnjaka, Nikšićkog polja, Cuca, Katunske nahije, Bjelopavlića, Pješivaca, Lješkopolja, Kuča, Vasojevića i sjeverne Albanije. Uži prostor koji su oni prema predajama naseljavali gušće su rijeke Zeta i Morača, ali su bili nastanjeni i u planinskim dijelovima gore navedenih plemena.